# Real Fuerza Aérea de los Países Bajos
La Real Fuerza Aérea de los Países Bajos (en neerlandés: Koninklijke Luchtmacht; abrv. KLu) es la rama aérea de las Fuerzas Armadas de los Países Bajos. Su antecesor, el Departamento de Aviación (neerlandés: Luchtvaartafdeling) fue fundado el 1 de julio de 1913 con solo tres aviadores. Desde julio de 2025, recibe el nombre de Mando de las Fuerzas Aéreas y Espaciales (en neerlandés: Commando Lucht- en Ruimtestrijdkrachten).

## Historia

### Orígenes

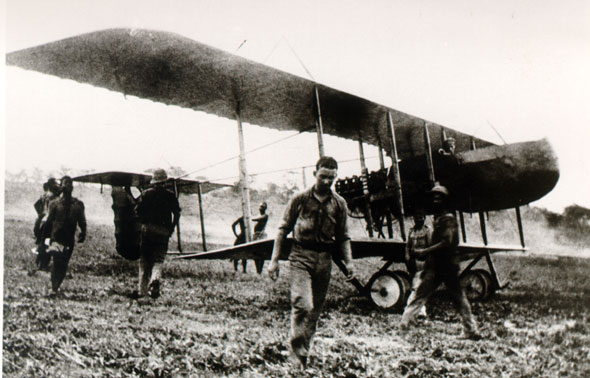
Farman

La Real Fuerza Aérea de los Países Bajos es la segunda fuerza operacional más joven de las fuerzas armadas neerlandesas, las cuales consisten de la Armada, el Ejército, la Fuerza Aérea, y la Policía Militar.
El poderío aéreo neerlandés comenzó en julio de 1913 con la fundación del Departamento de Aviación del Ejército, con base en el aeródromo Soesterberg. En su fundación, solo se contaba con una aeronave, el Brik, que era un Farman modificado, y su escuadra se componía de un comandante y tres aviadores. Pocos meses después, se suministró un Farman francés sin modificar.
Estas aeronaves pronto se volvieron obsoletas, y el gobierno neerlandés ordenó varios aviones Nieuport y Caudron para reemplazarlos.

### Primera Guerra Mundial
Durante la Primera Guerra Mundial los Países Bajos se mantuvieron neutrales, por lo que usaron la experiencia de los bandos en conflicto para desarrollar las capacidades de su propia fuerza.
El entrenamiento para aviador fue establecido para rangos de suboficiales y las posiciones de técnico, fotógrafo aéreo, meteorólogo y navegante, fueron dispuestas, con vuelos para cada papel.
Varios aeródromos nuevos fueron construidos, en Gilze-Rijen, Arnhem, Venlo y Vlissingen.

### Periodo de entreguerras
Al terminar la Primera Guerra Mundial, el gobierno neerlandés recortó el presupuesto de la defensa y el cuidadosamente instituido Departamento de Aviación fue casi disuelto. Mientras las tensiones políticas en Europa se incrementaron a finales de la década de 1930, el gobierno intentó reconstruir las fuerzas armadas de nuevo en 1938, pero problemas como la falta de instructores de aviación, navegantes y pilotos para el vuelo de las nuevas aeronaves de múltiples motores. La falta de estandarización y los problemas de mantenimiento resultantes añadieron complejidad a un asunto ya difícil de coordinar.

### Segunda Guerra Mundial y finales de los 40'
En julio de 1939, el Departamento de Aviación fue renombrado Brigada de Aviación del Ejército.
En agosto de 1939, el gobierno neerlandés movilizó sus fuerzas armadas, pero debido al limitado presuspuesto, la Brigada de Aviación del Ejército dispuso únicamente 125 aeronaves listas para el combate de varios tipos:
- Nueve bombarderos Fokker T.V
- 36 cazas monomotor Fokker D.XXI
- 25 nuevos cazas bimotor Fokker G.I
- 55 aeronaves de reconocimiento de múltiples tipos

En mayo de 1940, Alemania invadió los Países Bajos. En cinco días la Brigada de Aviación del Ejército fue virtualmente destruida por la
Luftwaffe alemana. Todos los bombarderos de la Brigada, junto con 30 cazas D.XXI y 17 G.I fueron derribados; dos D.XXI y 8 G.I fueron destruidos en tierra. Dos G.I fueron capturados por fuerzas alemanas, uno de éstos fue después llevado al Reino Unido por un piloto de Fokker.
A pesar de su inferioridad numérica, los neerlandeses de hecho disfrutaron de cierto éxito contra la Luftwaffe, destruyendo más de 350 aeronaves. Aunque muchos fueron perdidos por fuego antiaéreo, y accidentes en aeródromos improvisados en los Países Bajos, la Brigada de Aviación del Ejército sí tuvo éxito. Pero el costo fue alto, la pérdida de alrededor del 95% de los aviadores neerlandeses. En reconocimiento de sus acciones, la Reina Gullermina les entregó la condecoración militar más alta de los Países Bajos, la Militaire Willems-Orde, u Orden Militar de Guillermo, a la Brigada de Aviación de manera colectiva.
Algunas tripulaciones lograron escapar al Reino Unido el 1 de junio de 1940 y los escuadrones 320 y 321 fueron establecidos bajo el comando operacional de la RAF. Debido a la falta de personal, el escuadrón 321 fue unificado con el 320 en enero de 1941. Aunque su personal fue predominantemente del Servicio Aéreo Naval, tripulaciones de la Aviación del Ejército también sirvieron con el escuadrón 320 hasta el final de la guerra.
En 1941, la Real Escuela Militar de Aviación Neerlandesa fue restablecida en los Estados Unidos, en Jackson Field, en Jackson, Misisippi, utilizando aviones de préstamo y arriendo, y entrenando todas las tripulaciones para los Países Bajos.
De manera separada, la Militaire Luchtvaart van het Koninklijk Nederlands-Indisch Leger, o Real Servicio aéreo Neerlandés de la Indias Orientales continuó su operación en las Indias Orientales Neerlandesas hasta su ocupación por Japón, en 1942. Cierta parte del personal escapó a Australia y Sri Lanka. El escuadrón 321 fue reconstituido en Sri Lanka, en marzo de 1942 por aviadores neerlandeses.
En 1942, el Escuadrón 18 de las Indias Orientales, una unidad conjunta de neerlandeses y australianos fue establecida en Canberra y equipada con bombarderos B-25 Mitchell. Tomaron parte en la campaña de Nueva Guinea, y sobre las Indias Orientales Neerlandesas. En 1943, el Escuadrón 120 de la Indias Orientales fue establecido. Equipado con cazas Kittyhawk, voló muchas misiones bajo el comando australiano, incluyendo la recaptura de la Nueva Guinea Neerlandesa.

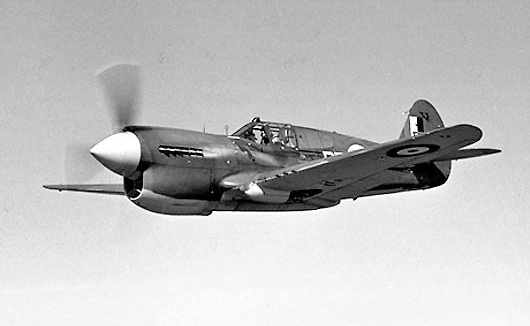
P-40D Kittyhawk

En junio de 1943, un escuadrón caza neerlandés fue establecido en el Reino Unido. Este fue el escuadrón 322. Equipado con cazas Spitfire, vieron acción como parte de la RAF. El escuadrón 322 llevó cucardas tanto británicas como el triángulo anaranjado neerlandés. El escuadrón también fue exitosamente desplegado contra misiles V-1 entrantes. Desde mediados de 1944, durante la invasión a Normandía llevó a cabo misiones de ataque en Francia y Bélgica.
En julio de 1944, el Directorio del Poderío Aéreo Neerlandés fue establecido en Londres, y en 1947 se estableció su jefe de Estado Mayor.
Las Indias Orientales Neerlandesas dejaron de existir, cuando en diciembre de 1949 el gobierno cedió estos territorios, exceptuando la Nueva Guinea Neerlandesa, a la República de Indonesia.

### Años 1950 y 1960
En 1951, por primera vez en la historia, varias funciones no-combatientes en la Aviación del Ejército fueron asequibles a las mujeres.
En marzo de 1953, la Real Fuerza Aérea de los Países Bajos se constituyó como una fuerza autónoma dentro de las fuerzas armadas neerlandesas.
El Comando de Defensa Aérea (Commando Lucht Verdediging) contando con una unidad de comando, cinco estaciones de radar y seis escuadrones caza fue establecido. Su equipo de radar, así como sus cazas vinieron de reservas obsoletas de la RAF.
Inicialmente, los Spitfire fueron usados por el escuadrón 322 hasta 1954, pero fueron reemplazados a medida que nuevos escuadrones se fueron estableciendo.
El Glocester Meteor F MkIV fue utilizado por los escuadrones 322 hasta el 328 desde 1948 hasta 1957, y desde 1950 hasta 1959 se fueron reemplazando por los MkVIII.
Antes de que los Países Bajos se unieran a la OTAN otro comando nuevo fue establecido: el Comando Aéreo Táctico (Commando Tactische Luchtstrijdkrachten).
Este consistía de siete escuadrones de ataque nuevos, los 306,311,312,313,314,315 y 316, todos equipados con cazas Republic F-84G Thunderjet. Estas aeronaves fueron suministradas por los Estados Unidos bajo las condiciones del Acta de Asistencia y Defensa Mutua o Mutual Defense Aid Program  desde 1952 hasta 1956.
Estos escuadrones operaron el Hawker Hunter F Mk4 entre 1956 y 1964, y el Mk6 entre 1957 y 1968.
Los escuadrones 700, 701 y 702 operaron el F86 Sabre entre 1956 y 1964.
Los escuadrones 306, 311, 312, 313, 314, 315 y 316 cambiaron sus flotas a medida que los cazas Republic F-84F Thunderstreak y F-84G Thunderflash estuvieron disponibles.

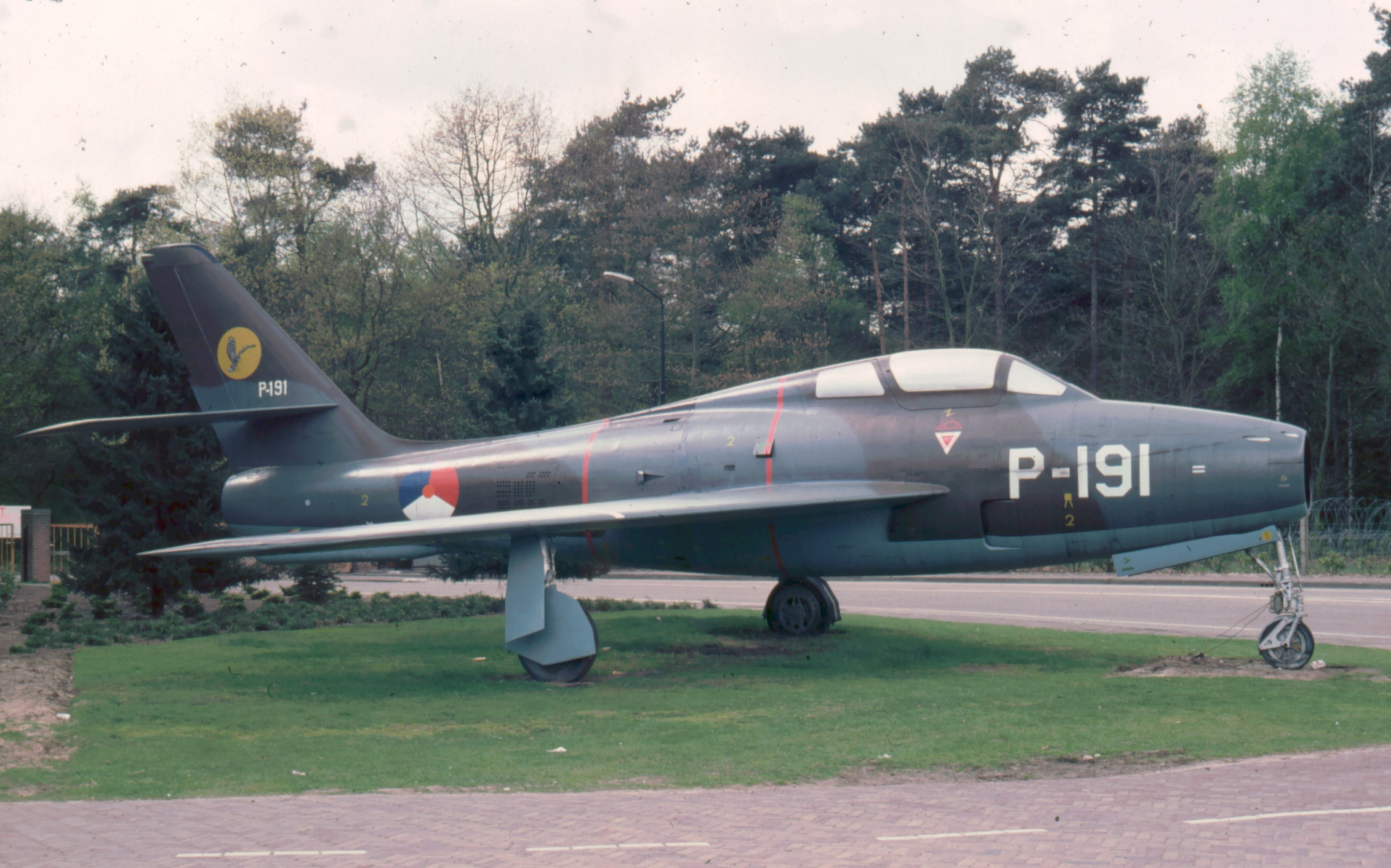
F-84F Thunderstreak

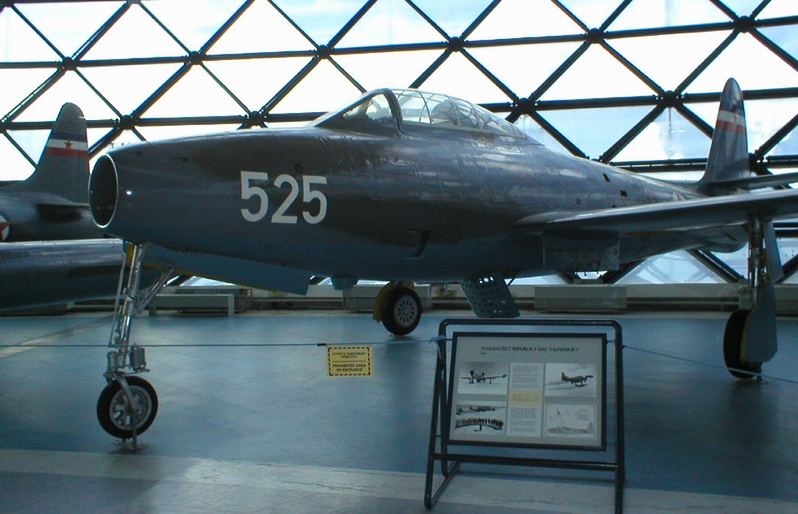
F-84G Thunderjet

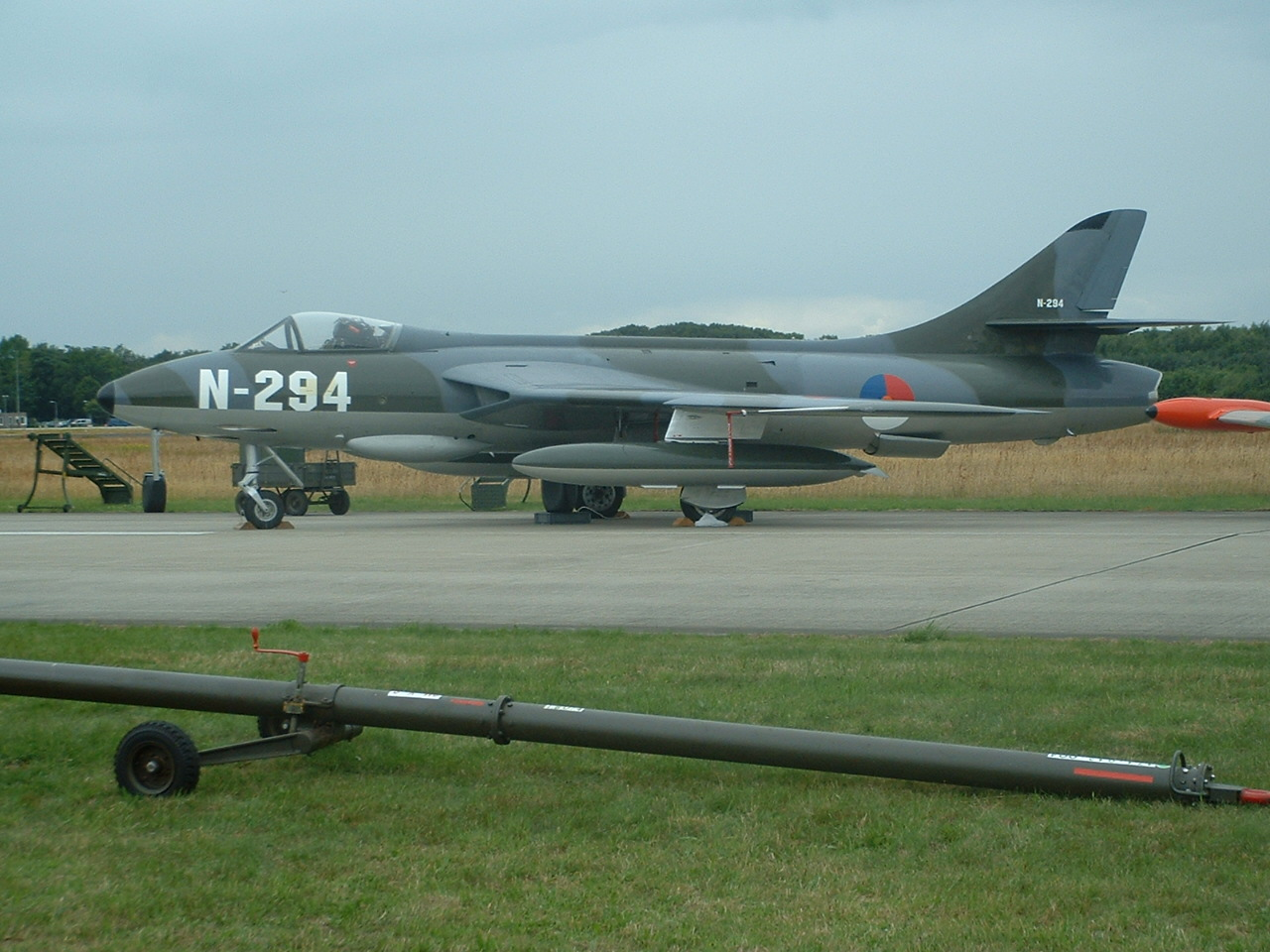
Hawker Hunter F.6A

### Conflicto de Nueva Guinea
El gobierno indonesio reclamó Nueva Guinea al finalizar la Segunda Guerra Mundial. El gobierno neerlandés consideró el área territorio propio. Las negociaciones sobre esto fueron llevadas por años, pero las tensiones escalaron hasta que Indonesia rompió las relaciones diplomáticas con los Países Bajos hasta finales de la década de 1950.
En respuesta, en 1958 los Países Bajos desplegaron refuerzos militares en Nueva Guinea, incluyendo un destacamento de la fuerza aérea en la isla de Biak, a medida que se hacía evidente que Indonesia se infiltraba en la isla en preparación para un ataque militar.
La primera contribución de la fuerza aérea fue la instalación de dos radares de aviso temprano MkIV en Biak y su isla vecina, Woendi.
La situación política entre los Países Bajos e Indonesia continuó en deterioro hasta que en 1960 el gobierno neerlandés decidió desplegar refuerzos. Las operaciones fueron denominadas en clave Plan Fidelio. Para la fuerza aérea neerlandesa esto significó el establecimiento de un comando de defensa para Nueva Guinea (Commando Luchtverdediging Nederlands Nieuw-Guinea), y consistió en:
- Un escuadrón de defensa aérea Hawker Hunter Mk.4
- Un sistema de navegación por radar en Biak
- Un aeródromo auxiliar en Noemfoer

El escuadrón consistía en 12 cazas Hawker Hunter Mk.4 AD y dos helicópteros Alouette II SAR. Fueron transportados al sureste de Asia por el carguero Karel Doorman. Un año más tarde, el gobierno neerlandés desplegó 12 cazas Hawker Hunter Mk6 AD, capaces de llevar más combustible, y con un alcance mayor.
En agosto de 1962 Indonesia estaba lista para atacar Nueva Guinea. A pesar de los refuerzos las defensas neerlandesas eran insuficientes para repeler el inminente ataque. Esto, y la presión internacional sobre el gobierno neerlandés lo obligó a negociar una rendición pacífica de Nueva Guinea. Las fuerzas neerlandesas se retiraron del territorio.
El establecimiento del escuadrón de transporte 336 esta estrechamente ligado al incidente de Nueva Guinea. Poco después de su establecimiento, esta unidad fue desplegada en Nueva Guinea para ocuparse del transporte aéreo de la Armada Neerlandesa. El escuadrón 336 utilizó y se hizo con tres C-47 Dakota de la Armada y tres aeronaves suministradas por los Estados Unidos. El escuadrón operó desde el aeródromo Mokmer y transportó a más de 5,400 pasajeros entre septiembre de 1961 y septiembre de 1962.

### La Guerra Fría
Durante la Guerra Fría los elementos de la fuerza aérea neerlandesa jugaron un rol importante en la defensa del oeste de Europa contra las fuerzas opositoras del Pacto de Varsovia. La fuerza aérea neerlandesa mantuvo cinco grupos auxiliares de misiles, totalmente operacionales, en Alemania Occidental, el primero y el segundo equipados con misiles MIM-14 Nike-Hercules, y el tercero, cuarto y quinto con misiles MIM-23 Hawk. Cazas neerlandeses y otros sistemas de armas también estuvieron en alerta por la OTAN, y tareas de espera y ejercicios se llevaron a cabo durante años.
Los escuadrones 306, 311, 312, 322 y 323 cambiaron sus flotas de nuevo, desde 1962 hasta 1983, después de que el caza multirol F-104 Starfighter fuese introducido.
Los escuadrones 313, 314, 315 y 316 optaron por el F-5 Freedom Fighter, desde 1969 hasta 1992.
Desde 1979 hasta la actualidad, todos los escuadrones remanentes de la Real Fuerza Aérea, el 306, 311, 312, 313, 315, 322 y 323 utilizan el caza-bombardero estándar de la OTAN, el multipropósito F-16 Fighting Falcon.

### Kosovo

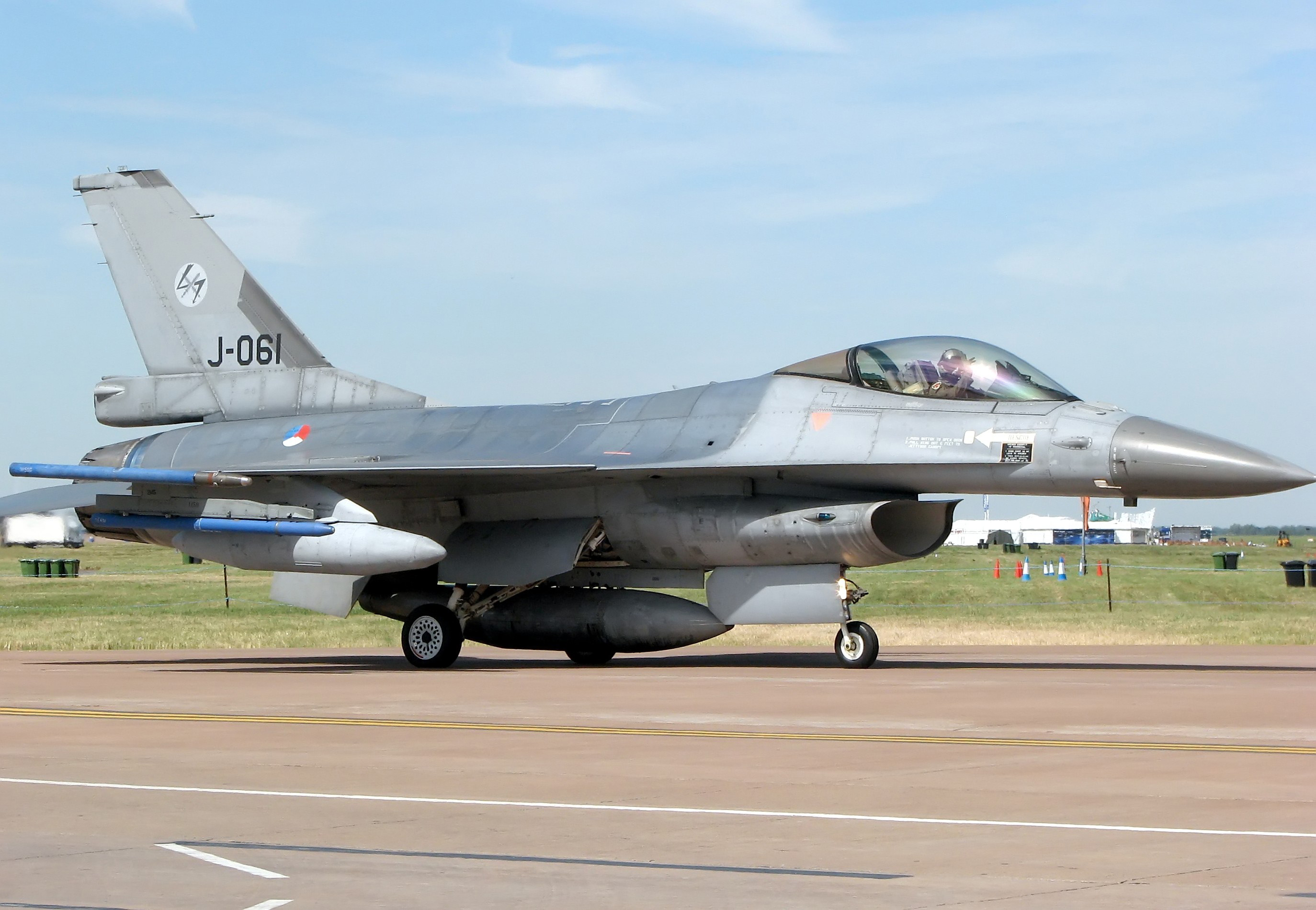
F-16 de la Real Fuerza Aérea

La Real Fuerza Aérea de los Países Bajos participó en el bombardeo de la OTAN a Yugoslavia en 1999 desde la base aérea de Amendola, Italia. Un F-16 neerlandés del escuadrón 322 fue uno de los primeros, y únicos de la OTAN en derribar un MiG 29 Yugoslavo con un misil AMRAAM. Aunque la fuerza fue más reconocida por la precisión de sus bombardeos. Su primera base fue Villafranca, Italia. El escuadrón 306 fue situado allí desde 1995, y luego acuartelado en Amendola. Toda la flota de F-16 ha sido mejorada a los estándares MLU (Mid-Life Update) que incluyen nuevo software de detección, nuevos sistemas de armas y navegación. A pesar de esto, los F-16 serán cambiados en la próxima década.
El 7 de mayo de 1999, entre las 11:30h y las 11:40h, varios aviones de combate de la Real Fuerza Aérea de los Países Bajos lanzaron dos contenedores de bombas de racimo sobre la ciudad serbia de Niš, supuestamente dirigidas al aeropuerto de Niš, situado en las afueras de la ciudad. Sin embargo, las bombas impactaron cerca del centro de la ciudad, que está al menos a 3 km del aeropuerto, su presunto objetivo. Las bombas se dispersaron de los dos contenedores y fueron llevadas por el viento y luego cayeron en tres lugares diferentes en la parte central de la ciudad:
- El edificio de Patología al lado del Centro Médico de Niš en el sur de la ciudad,
- Junto al edificio de «Banovina», incluido el mercado principal, la estación de autobuses junto a la Fortaleza de Niš y el Centro de Salud «12 de febrero»
- Estacionamiento del «Niš Express» cerca del río Nišava.

Un informe de Human Rights Watch registró catorce civiles muertos como resultado del ataque, con otros 28 heridos. El diario yugoslavo Večernje novosti informó de dieciséis muertes de civiles. Las muertes de civiles fueron altas ya que el ataque ocurrió en mitad del día cuando los civiles se congregaban en las calles y en el mercado donde el número de muertos fue mayor.

### Conflicto de Afganistán
En octubre de 2002, una fuerza tri-nacional de 18 F-16, entre neerlandeses, daneses y noruegos, comprometiendo F-16 noruegos y daneses, y un avión cisterna KC-10 neerlandés fue desplegada en la base aérea Manas en Kirguistán en apoyo a las fuerzas terrestres en Afganistán que tomaban parte en la Operación Libertad Duradera. La Real Fuerza Aérea de los Países Bajos regresó a la base aérea Manas en septiembre de 2004 con cinco F-16 y un KC-10 en apoyo a las elecciones presidenciales en Afganistán. Esta vez, las aeronaves llevaron también los distintivos de la ISAF.
En febrero de 2006, a cuatro F-16 neerlandeses se les unieron cuatro F-16 noruegos en una unidad conocida como la Primera Ala Expedicionara Europea Conjunta Nordo-Holandesa. A esta unidad pronto se le uniría la fuerza aérea Belga.
Como parte de la expansión de la misión de la ISAF en el sur de Afganistán en agosto de 2006, la Real Fuerza Aérea de los Países Bajos recibió seis F-16, tres CH-47 Chinook del escuadrón 298 estacionado en el Aeropuerto de Kandahar. Adicionalmente, un destacamento de cinco helicópteros AH-64 Apache fueron acuartelados en Tarin Kowt.
El 31 de agosto de 2006, Michael Donkervoort, un aviador neerlandés, murió cuando su aeronave se estrelló en una misión de apoyo a tropas británicas en la provincia de Helmand. Con este accidente se contaron 13 muertes de personal de la Real Fuerza aérea, cuando un mes antes, un accidente de un helicóptero mató a dos hombres, éstos entre otros diez muertos.

## Estructura de la Real Fuerza Aérea de los Países Bajos

### Bases Principales
- Base aérea de Leeuwarden
  - Escuadrón de respuesta rápida 322
  - Escuadrón táctico de entrenamiento, evaluación y estandarización 323
  - Escuadrón de seguridad 630
  - Escuadrón de mantenimiento 920
  - Escuadrón de apoyo logístico 921
  - Escuadrón de apoyo misceláneo 922

- Base Aérea Volkel
  - Escuadrón 311
  - Escuadrón 312
  - Escuadrón 313
  - Escuadrón de mantenimiento 900
  - Escuadrón de transporte y almacenamiento 901
  - Escuadrón de apoyo misceláneo 902
  - Escuadrón de seguridad 640
  - Escuadrón de la reserva 601
  - Escuadrón de suministros militares 703 (USAF)

- La Base Aérea Twenthe fue cerrada por recortes en el presupuesto en diciembre de 2007.

#### Grupo de Defensa Aérea
- Base Aérea De Peel
  - Grupo De Peel de municiones guiadas
    - Escuadrón 800, Comando operacional
    - Escuadrón 801, MIM-104 Patriot, FIM-92 Stinger
    - Escuadrón 802, MIM-104 Patriot, FIM-92 Stinger
    - Escuadrón 803, MIM-104 Patriot, FIM-92 Stinger
    - Escuadrón 804 de entrenamiento y evaluación, MIM-104 Patriot, FIM-92 Stinger
    - Escuadrón de seguridad 650
    - Escuadrón de logística y mantenimiento 951

En 2005, el Centro Conjunto de Defensa Aérea fue activado dentro del Grupo de Defensa Aérea De Peel, y pronto le seguirá la activación de la Escuela Conjunta de Defensa Aérea. En el futuro, todas las unidades antiaéreas de las fuerzas armadas neerlandesas, incluyendo ejército y armada, serán integradas y acuarteladas en esta base. El Centro Conjunto de Defensa Aérea no solo se ocupará del entrenamiento antiaéreo futuro, sino también coordinará y mantendrá todas las operaciones relacionadas con defensa antiaérea.

#### Comando de operaciones aéreas tácticas
- Estación de Control de Operaciones Aérea de Nieuw Milligen
  - Escuadrón 710, centro de control y reporte
  - Escuadrón 711, centro de control de tráfico aéreo militar
  - Escuadrón de apoyo 970

En 2009 los escuadrones 710 y 711 serán unificados en un único escuadrón de operaciones aéreas. La clasificación OTAN de la base cambirá a Centro Aéreo de Despliegue aeromóvil. Se espera que unidades de radar DARS estén en funcionamiento ese mismo año.

#### Comando de Defensa Helicoportado

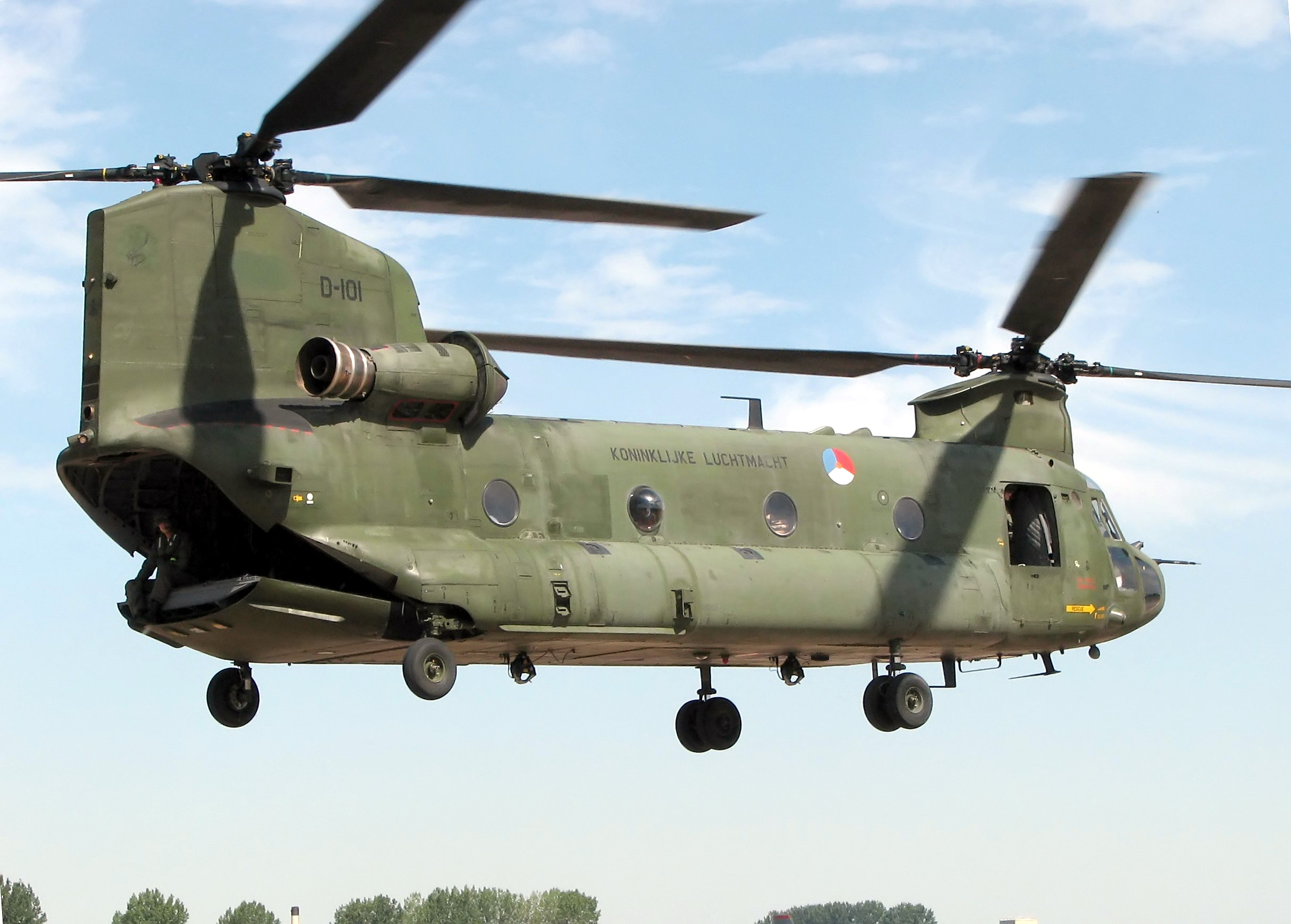
CH-47 Chinook.

- Base Aérea de Soesterberg, debido a cortes en el presupuesto fue cerrada a finales de 2008, y sus unidades trasladadas a Glize-Rijen.
  - Escuadrón 298, CH-47 Chinook
  - Escuadrón 300, Eurocopter Cougar y Aérospatiale Alouette III.
  - Escuadrón de seguridad 610
  - Escuadrón de apoyo logístico y mantenimiento 932
  - Escuadrón de apoyo misceláneo 933
  - Escuadrón de apoyo de las instalaciones 934
  - Escuadrón de la reserva 604

- Base aérea Gilze-Rijen
  - Escuadrón 301, AH-64 Apache
  - Escuadrón de seguridad 670

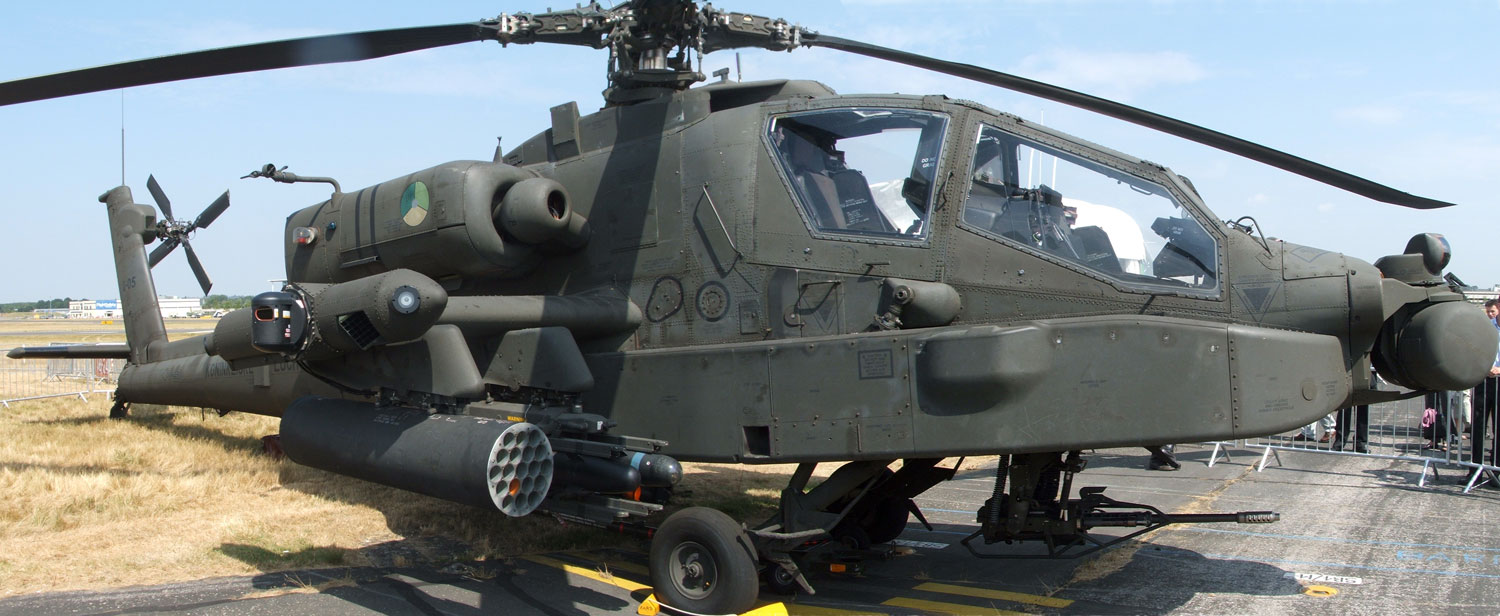
AH-64D Apache de la Real Fuerza Aérea de los Países Bajos en el Festival Aéreo de Farnborough 2006.

  - Escuadrón de Comunicación e Información 930
  - Escuadrón de apoyo misceláneo 931
  - Escuadrón de la reserva 604

- Base aérea de Leewarden
  - Escuadrón de búsqueda y rescate, Bell 412

- Aeródromo marítimo De Kooij
  - VSQ-7, Westland Lynx
  - VSQ-860, Westland Lynx

#### Comando de Transporte Aéreo
- Aeropuerto de Eindhoven
  - Escuadrón de transporte 334, KC-10, DC-10, Gulfstream IV, Fokker 50.
  - Escuadrón de transporte 336, C-130
  - Escuadrón de mantenimiento 940
  - Escuadrón de apoyo misceláneo 941
  - Centro de coordinación de movimientos de la OTAN en Europa

#### Comando de apoyo común
- Base aérea Woensdrecht
  - Real escuela militar de personal no combatiente, y personal suboficial de la Fuerza Aérea
  - Grupo meteorológico de la fuerza aérea
  - Centro logístico de la fuerza aérea
  - Escuadrón 960 de transporte y almacenamiento
  - Escuadrón 961 de apoyo misceláneo
  - Escuadrón 604 de la reserva

## Flota
| Aeronave                             | Origen         | Tipo                                              | Versiones     | En servicio | Notas |
| ------------------------------------ | -------------- | ------------------------------------------------- | ------------- | ----------- | --- |
| Aérospatiale Alouette III            | Francia        | Helicóptero ligero y de Transporte VIP            | SA316-B       | 4           | Únicamente es utilizado para fotografía y vuelos VIP o con la realeza |
| Agusta-Bell 412                      | Italia         | Helicóptero utilitario y de rescate ligero        | 412SP         | 3           | Para búsqueda y rescate, apoya los entrenamientos sobre Vlieland y el mar de Frisia |
| Airbus A330 MRTT                     | Francia        | Reabastecimiento en vuelo                         | A330-243MRTT  | 6           | |
| Boeing AH-64 Apache                  | Estados Unidos | Helicóptero de Ataque                             | Longbow       | 29          | 1 accidentado |
| Eurocopter AS 532 Cougar             | Unión Europea  | Helicóptero utilitario mediano                    | U2 Mk2        | 17          | Programa MLU (Mid-Life Update) en 2009 |
| Boeing CH-47 Chinook                 | Estados Unidos | Helicóptero de utilidad pesada                    | CH-47D        | 11+6        | 6 CH-47F ordenados, el número total de CH-47F alcanzará los 20 |
| Lockheed C-130 Hércules              | Estados Unidos | Aeronave de transporte táctico                    | C-130-H       | 2+2         | 2 EC-130 de la armada estadounidense están siendo convertidos en C-130H por Marshall Aerospace para la Real Fuerza Aérea de los Países Bajos, después de estos ser terminados, los 2 C-130 restantes serán acondicionados hasta ser iguales a los nuevos |
| Embraer C-390 Millennium             | Brasil         | Aeronave de transporte táctico                    | C/KC-390      | 5           | Elegido como reemplazo a su flota de C-130, a ser entregados 5 unidades a partir de 2026. |
| Fokker 50                            | Países Bajos   | Aeronave de transporte de corto y mediano alcance |               | 2           | Transporte VIP |
| KC-10                                | Estados Unidos | Transporte y cisterna de fuselaje ancho           | KDC-10        | 2           | Se usa para el reabastecimiento en vuelo, y transporte de pasajeros y carga |
| McDonnell Douglas DC-10              | Estados Unidos | Transporte de fuselaje ancho                      |               | 1           | Un ex-United Airlines, reacondicionado en Italia por Stork Aerospace |
| Gulfstream IV                        | Estados Unidos | Transporte VIP                                    |               | 1           | Transporte VIP |
| Lockheed Martin F-16 Fighting Falcon | Estados Unidos | Caza multirol                                     | A/B C/D 40/42 | 87          | Mejoras MLU llevadas a cabo en todos los caza. Construidos bajo licencia por Fokker. |
| Pilatus PC-7 Turbo Trainer           | Suiza          | Entrenador                                        |               | 13          | Antes eran amarillos y rojos, ahora son pintados de negro con 2 franjas amarillas |
| Westland Lynx                        | Reino Unido    | Tareas ASW, SAR y MEDEVAC                         |               | 21          | Llevaron las escarapelas de la armada, pero desde el 4 de julio de 2004 la fuerza aérea se hizo con ellas. |
| NH Industries NH-90                  | Unión Europea  | Transporte y ASW                                  | NFH           | 0+19        | Las entregas comenzarán en 2009 |
| Dornier 228                          | Alemania       | Tareas de guardia costera                         |               | 2           | Llevan matrículas civiles, pero son operados por tripulaciones militares, de la fuerza aérea y de la armada |

## El Futuro

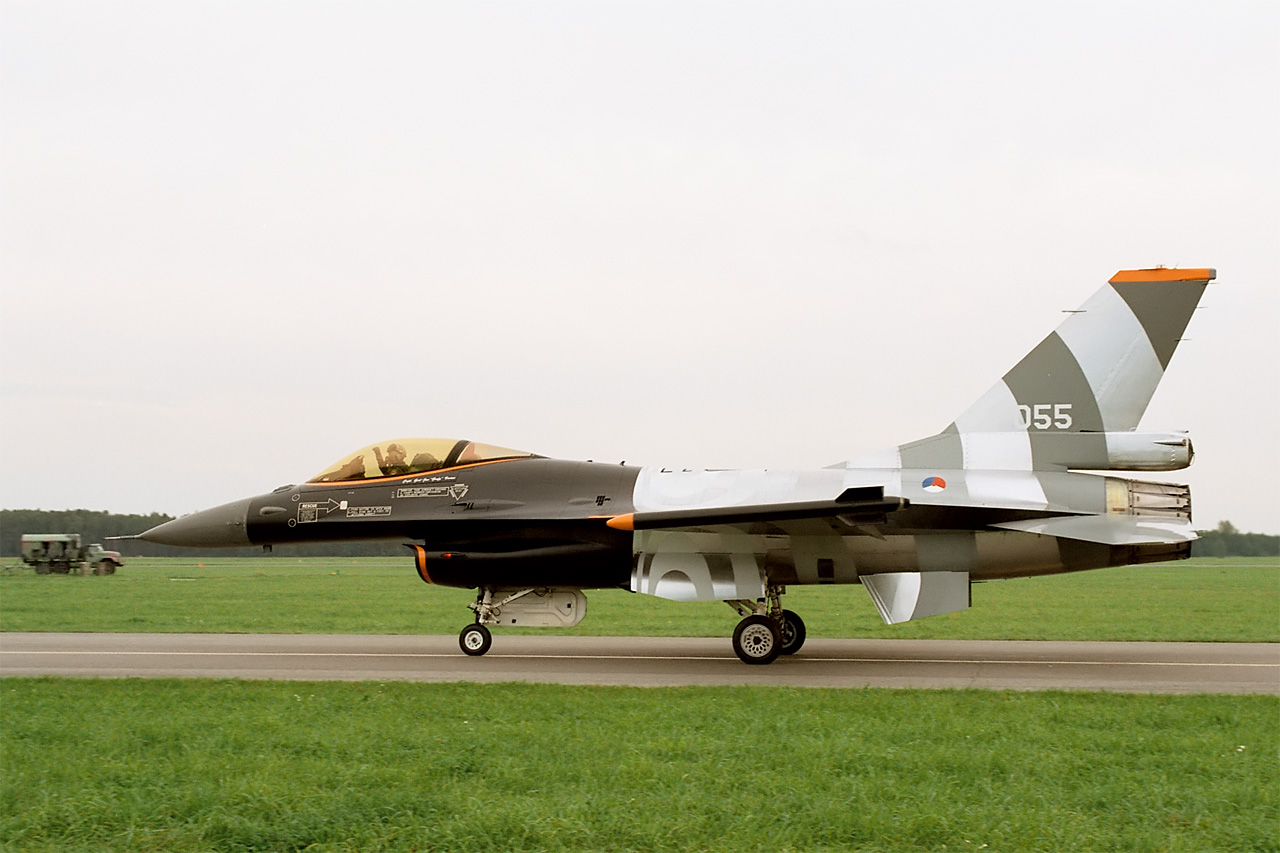
F-16 MLU Solo Display Team en el espectáculo aéreo de Radom

- Alrededor de 85 cazas multirol nuevos reemplazarán a la actual flota de F-16, la decisión será hecha y anunciada en 2010.

- Sistemas de defensa aérea NASAMS y SHORAD serán entregados en 2009.

- Los 11 CH-47D serán actualizados a CH-47F en 2009.

- Los helicópteros NH-90 reemplazarán los actuales Westland Lynx de la armada. 8 de los nuevos helicópteros estarán estacionados en Gilze-Rijen, en configuración de transporte naval, y 12 en De Kooij, en configuración de guerra antisubmarina.

- La compra de misiles de crucero portátiles para 2011.

Los Países Bajos fueron el primer país en firmar la fase Production Sustainment & Follow on Development (PSFD) del Lockheed Martin F-35 Lightning II.
La Real fuerza aérea de los Países Bajos está haciendo parte de una iniciativa de la OTAN a través de la capacidad de transporte aéreo estratégico de ésta, para comprar varios C-17 para resolver la falta de capacidad de transporte estratégico.

## Reemplazo de F-16
La fuerza aérea neerlandesa desea reemplazar su actual flota de F-16 en la siguiente década. Los primeros candidatos para el reemplazo fueron los Dassault Rafale, el Lockheed-Martin F-16 tipo U, E y F, el Eurofighter Typhoon, el Saab Gripen y el F-35. En 2002, los Países Bajos firmaron un contrato para el desarrollo del F-35 como un "Socio de segundo nivel". Hasta ahora, ese contrato es avaluado en alrededor de $800USD. Después de la primera comparación, el F-35 pareció el mejor reemplazo para la flota de F-16. Ahora Saab ofrece para el gobierno neerlandés su última versión del Saab Gripen, el NG Next Generation. Los Países Bajos quieren comparar de nuevo todos sus candidatos. Finalmente, alrededor de 85 nuevas aeronaves serán compradas, con 15 opciones.